# Dinh Hoàng A Tưởng
Dinh Hoàng A Tưởng hay Lâu đài Hoàng Yến Tchao là công trình kiến trúc cổ do ông Hoàng Yến Tchao xây dựng ở thị trấn Bắc Hà huyện Bắc Hà tỉnh Lào Cai, Việt Nam.

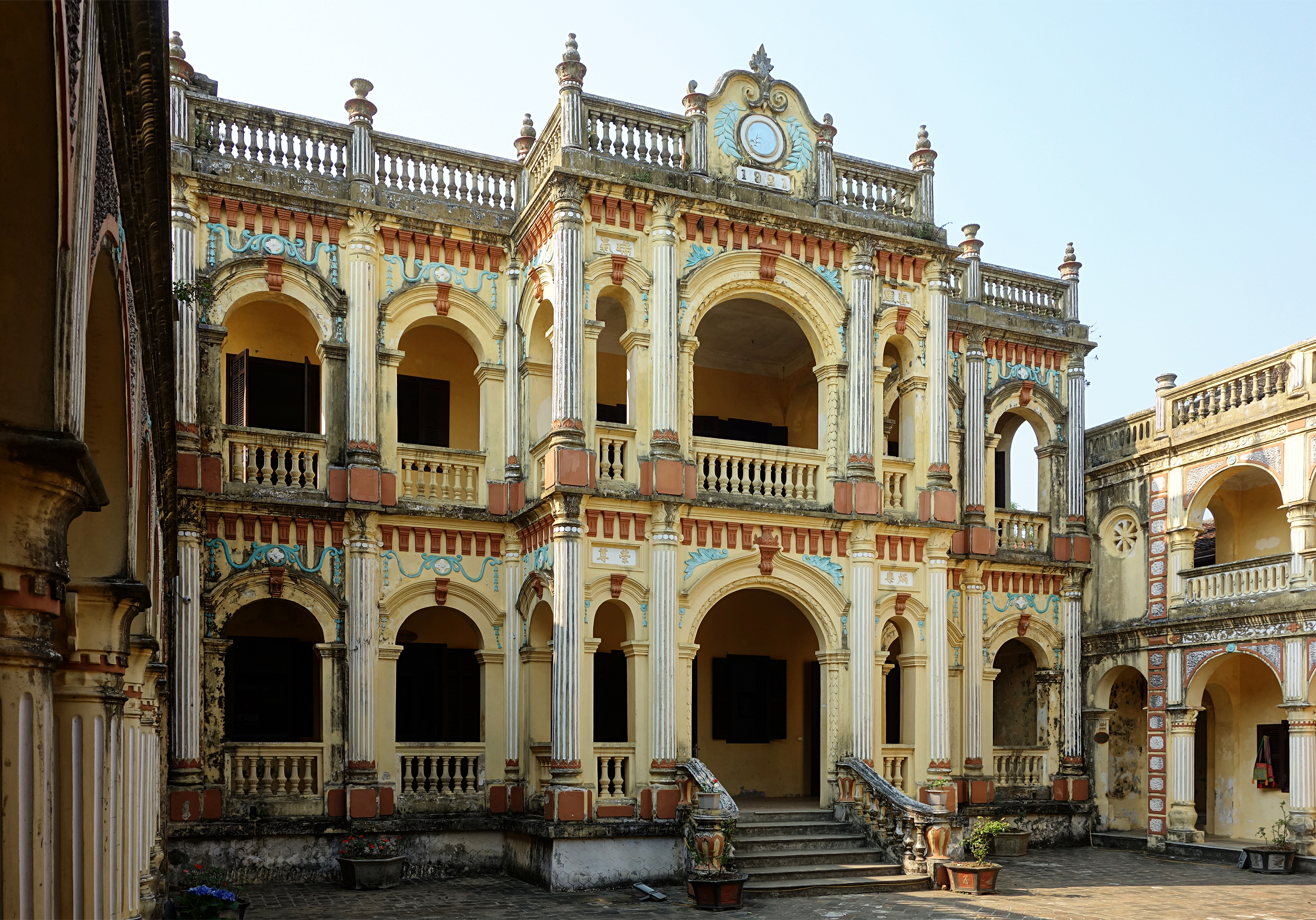
Dinh Hoàng A Tưởng

Dinh Hoàng A Tưởng được xây dựng từ năm 1914 và hoàn thành năm 1921, và gia đình ông Hoàng Yến Tchao sinh sống đến năm 1950. Tổng diện tích toàn khu nhà lên tới 10.000 m2, được coi là "sự kết hợp nhuần nhuyễn, tinh tế giữa hai lối kiến trúc Á-Âu, thể hiện sự giao thoa văn hóa Đông-Tây rõ nét".
Dinh được Bộ Văn hóa, Thể thao và Du lịch xếp hạng là di tích quốc gia ngày 11/6/1999.

## Vị trí địa lý
Dinh Hoàng A Tưởng ở sát bờ sông Bắc Nà ở thị trấn Bắc Hà, cách trung tâm thành phố Lào Cai khoảng 70 km.
Đuòng tiếp cận thị trấn là từ ngã ba Cốc Xâm 22°23′18″B 104°14′08″Đ / 22,38839°B 104,235492°Đ xã Phong Niên trên quốc lộ 70, theo Đường tỉnh 153 đi cỡ 25 km đường bộ hướng bắc đông bắc.